# Yonan
Yonan (Hán Việt: Diên An là một huyện thuộc tỉnh Hwanghae Nam tại Cộng hòa Dân chủ Nhân dân Triều Tiên. Huyện giáp Pongchon ở phía bắc, Chongdan ở phía tây, Hoàng Hải ở phía nam, Paechon ở phía đông. Năm 2008, dân số toàn huyện là 158.845 người (75.005 nam và 83.840 nữ), trong đó, dân số thành thị là 28.097 người (17,7%) và dân số nông thôn là 130.748 người (82,3%).